# Arctia petriburgensis
Arctia petriburgensis là một loài bướm đêm thuộc phân họ Arctiinae, họ Erebidae.